# Julio Ribera
Julio Ribera (* 20. März 1927 in Barcelona; † 27. Mai 2018) war ein spanischer Comiczeichner. 

## Künstlerischer Werdegang
Ribera begann seine Zeichnerkarriere Mitte der 1940er Jahre als Assistent des Zeichners Pedro Alférez. Kurz danach kreierte er für das Mädchenmagazin Florita die Serien Rosy und Pirulina. Im Jahr 1948 zeichnete er unter dem Titel Robin y el murcielago (wörtlich: „Robin und die Fledermaus“) Batman-Geschichten nach Texten eines unter dem Pseudonym Walter Benson arbeitenden Szenaristen für den spanischen Markt, wobei zunächst bereits in den Vereinigten Staaten erschienene Geschichten adaptiert und später völlig neue Storys erdacht wurden. Ab 1950 gestaltete Ribera für das Magazin Yumbo die Abenteuer von Pepin y Sulfato. Außerdem zeichnete er die Serie Duke für das Magazin Detector.
1954 ging Ribera nach Frankreich. Dort arbeitete er zunächst für die Magazine Vaillant, Lisette und Pierrot. Für den Verlag Bayard entwickelte er 1957 die Science-Fiction-Geschichte Tony Sextant und veröffentlichte gleichzeitig etliche Comicstrips in Zeitschriften und Zeitungen des Verlags La Bonne Presse. Ab 1965 veröffentlichte er im Magazin Pilote und zeichnete von 1973 bis 1982 die Vampir-Parodie Dracurella. Gemeinsam mit dem Autor Christian Godard schuf er 1975 die Serie Le Vagabond des Limbes (dt.: Die Vagabunden der Unendlichkeit), die direkt als Album erschien und erst später in Abschnitten im Magazin Tintin veröffentlicht wurde. Die Weltraum-Odyssee, in der Axel Munshine nach einer Frau aus seinen Träumen sucht, erhielt 1976 mit dem zweiten Band L’Empire des soleils noirs die Auszeichnung „Bestes Album“ auf dem ersten Internationalen Comicfestival von Angoulême.
Gemeinsam mit Godard arbeitete Ribera 1976 und 1977 außerdem für die Larousse-Reihe Histoire de France en bandes dessinées. In dieser Reihe wird in 24 Bänden mit jeweils zwei Geschichten die Geschichte Frankreichs beginnend mit den Galliern chronologisch bis in die 1970er Jahre in Comicform dargestellt. Godard und Ribera schufen vier der insgesamt 48 Geschichten. Die übrigen Geschichten wurden von anderen Szenaristen (wie z. B. Víctor Mora) und Zeichnern (wie z. B. Milo Manara) umgesetzt. Zwei von Riberas Geschichten erschienen auch auf Deutsch in der Reihe Classicomics (in den Bänden 11 und 12).
Chroniques du temps de la vallée des Ghlomes (dt.: Die Wichte), eine weitere Zusammenarbeit mit Godard, erschien 1985 bei Dargaud. Mit Godard gründete er 1988 dann den bis 1991 bestehenden Verlag Vaisseau d'Argent, um ihre gemeinsamen Arbeiten selbst herauszubringen. Darauf folgende Arbeiten wie Le Grand Scandale erschienen bei Dargaud. Von 2004 bis 2006 arbeitete Ribera an der dreiteiligen Serie Montserrat, in der er sein Leben autobiographisch als Comic umsetzte.